# Departamento Formosa
Formosa es un departamento en la provincia homónima de la Argentina.
Tiene una superficie de 6.195 km² lo que representa el 8.59% del territorio provincial. Se encuentra ubicado en la porción este de la provincia y limita al norte con el Departamento Pilcomayo, al este con la república de Paraguay, al sur con el Departamento Laishí y al oeste con el Departamento  Pirané.

## Geografía
Su suelo es llano, con una suave inclinación noroeste-sudeste, determinando el curso de la mayoría de los riachos y arroyos. El clima es semitropical semiestépico, con vientos predominantes del este y del sur. Las lluvias superan los 1600 mm sobre la costa del río Paraguay, reduciéndose levemente a medida que se adentra al interior del territorio.

## Límites
| Noroeste: Pilcomayo Pirané | Norte: Pilcomayo Pirané | Nordeste: Pilcomayo Ñeembucú (Paraguay) |
| Oeste: Pirané              |                         | Este: Ñeembucú (Paraguay)               |
| Suroeste: Pirané Laishí    | Sur: Laishí             | Sureste: Ñeembucú (Paraguay)            |

## Ecología

### Áreas Protegidas
- Reserva de Biosfera Laguna Oca.
- Estación de Animales Silvestres Guaycolec.
- Jardín botánico Lucas Tortorelli.

### Cursos Fluviales
- Río Paraguay
- Riacho Malvinas
- Riacho Monte Lindo Chico
- Riacho Monte Lindo Grande
- Riacho Pilagá
- Riacho Formosa
- Riacho El Pucú
- Riacho Piquisirí
- Riacho San Hilario
- Riacho Cortapik
- Riacho Salado

## Localidades
La mayor parte de la población del departamento se concentra en la ciudad cabecera y en la localidad de Villa del Carmen. El resto de la población se distribuye en pequeñas localidades de carácter rural o se encuentra dispersa.
| Cabecera (Población 2010) | Ciudades (Población 2010)      | Localidades (Población 2010) |
| ------------------------- | ------------------------------ | --- |
| Formosa (222 226 hab.)    | - Villa del Carmen (3970 hab.) | - Colonia Pastoril (933 hab.) - Gran Guardia (916 hab.) - Mariano Boedo (373 hab.) - Mojón de Fierro (1131 hab.) - San Hilario (583 hab.) |

## Demografía
El censo nacional de 1947 registró por primera vez la población del departamento Formosa, —entonces dentro de la jurisdicción del territorio nacional de Formosa—, que ascendía a 31 428 habitantes. El siguiente censo nacional se realizó en 1960 y relevó una población de 47 801 habitantes, con población urbana que ascendía a 36 499 habitantes. Diez años después, el censo de 1970 relevó una población de 70 534 habitantes, 61 071 de ellos registrados como población urbana. En 1980 la ciudad de Formosa, con 95 067 habitantes, estaba consolidada como el único núcleo urbano del departamento.
Cuenta con 269 589 habitantes (Indec, 2022), lo que representa un incremento promedio anual del 1.2% frente a los 234 354 habitantes (Indec, 2010) del censo anterior. La mediana de edad se estableció en 31 años.
| Gráfica de evolución demográfica de Departamento Formosa entre 1991 y 2022 |
|                                                                            |
| Fuente: censos nacionales del INDEC                                        |

### Pueblos originarios
El Instituto de Comunidades Aborígenes informó en 2001 los resultados de un relevamiento según el cual habitaban el departamento Formosa 2743 personas pertenecientes al pueblo toba, sin que se registrara la presencia de otros grupos étnicos.

## Economía
Con el objetivo de planificar y promover la producción, se establecieron 8 áreas productivas en la provincia de Formosa. El departamento Formosa pertenece al área productiva Litoral, caracterizada por un clima subtropical húmedo y sub-húmedo.
La economía se basa en la producción agropecuaria, especialmente la producción de ganado bovino, bubalino y la faena bovina. El departamento Formosa concentra la producción provincial de tanino.

## Transporte

### Rutas
- Ruta nacional N.º 11
- Ruta nacional N.º 81
- Ruta provincial N.º 1
- Ruta provincial N.º 2
- Ruta provincial N.º 5
- Ruta provincial N.º 6
- Ruta provincial N.º 16

### Pasos Internacionales
- Puerto de Formosa - Alberdi